# Raul Seixas
Raul Seixas, (Salvador da Bahia, 1945. június 28. – São Paulo, 1989. augusztus 21.) brazil énekes, dalszerző. „A brazíl rockzene apja”. Seixas szerepe a brazil rock alapjainak megteremtésében a döntő jelentőségű volt. Diszkográfiájának slágereit Caetano Veloso, Margareth Menezes és mások újra kiadták.

## Pályafutása
Korán érdeklődni kezdett édesapja könyvtára iránt, ugyanakkor kialakult bennem az iskola iránti ellenszenv, amely "nem tanított meg semmit, amit tudni akartam".
Zenei karrierjét 1964-ben kezdte a The Panters zenekarban, ami később Raulzito e Os Panteras néven vált ismertté. Sok dalszövegét Paulo Coelhóval együtt írta.
Első albuma rendkívül rosszul kelt el, viszont a második album megkönnyítette kapcsolatát a CBS lemeztársasággal. A negyedik nagylemez végül meghozta az áttörését. Eközben a brazil katonai diktatúra alatti részvétele miatt letartóztatták és megkínozták, majd száműzték. Nagylemeze azonban aranylemez lett, ami arra késztette, hogy visszatérjen Brazíliába.
Az utolsó lemeze két nappal a halála előtt jelent meg. Raul Seixas szívelégtelenségben halt meg 1989-ben. Alkoholizmusa, amelyet csak súlyosbított az, hogy cukorbeteg volt, halálos hasnyálmirigy-gyulladást okozott neki. 
Még 20 évvel halála után is sok brazíl a rock legendájának tartja Brazíliában.
Seixas ötször nősült, és három lánya született.

## Stúdióalbumok
- 1968: Raulzito e os Panteras
- 1971: Sociedade da Grã-Ordem Kavernista Apresenta Sessão das 10 (with Sérgio Sampaio, Míriam Batucada & Edy Star)
- 1973: Os 24 Maiores Sucessos da Era do Rock
- 1973: Krig-ha, Bandolo!
- 1974: O Rebu (Original soundtrack: Raul Seixas & Paulo Coelho)
- 1974: Gita
- 1975: 20 Anos de Rock
- 1975: Novo Aeon
- 1976: Há 10 Mil Anos Atrás
- 1977: Raul Rock Seixas
- 1977: O Dia em que a Terra Parou
- 1978: Mata Virgem
- 1979: Por Quem Os Sinos Dobram
- 1980: Abre-Te Sésamo
- 1983: Raul Seixas
- 1984: Metrô Linha 743
- 1985: 30 Anos de Rock
- 1985: Let Me Sing My Rock And Roll
- 1986: Raul Rock Seixas Volume 2
- 1987: Caroço de Manga
- 1987: Uah-Bap-Lu-Bap-Lah-Béin-Bum!
- 1988: A Pedra do Gênesis
- 1989: A Panela do Diabo (with Marcelo Nova)

## Élő albumok
- 1984: Ao Vivo − Único e Exclusivo
- 1991: Eu, Raul Seixas
- 1993: Raul Vivo (Reissue of Ao Vivo)
- 1994: Se o Rádio Não Toca... (Concert in Brasília, 1974)

## Filmzene
- 2002: City of God

## Díjak
- 2009: Ordem do Mérito Cultural